# Tetrops elaeagni
Tetrops elaeagni — вид жесткокрылых из семейства усачей.

## Распространение
Распространён в Центральной Азии.

## Описание
Жук длиной всего от 4 до 6 мм. Время лёта с апреля по июнь.

## Развитие
Жизненный цикл вида длится год. Кормовыми растениями являются различные лиственные породы.